# Ethylamine
Ethylamine of amino-ethaan is een organische verbinding, met als brutoformule C2H7N. Het vormt in opgeloste toestand een toxische en corrosieve kleurloze vloeistof. In zuivere toestand is ethylamine een giftig, kleurloos gas met een doordringende onaangename en prikkelende geur. De stof wordt in de chemische sector veel aangewend bij organische synthese.

## Synthese
Ethylamine wordt op grote schaal bereid. Dit kan op 2 manieren, waarvan de eerste de meest gebruikelijke is. Hierbij worden ethanol en ammoniak in een reactievat gebracht, samen met een oxide als katalysator. Bij de reactie komen, naast ethylamine, ook di-ethylamine en tri-ethylamine vrij:
{\displaystyle {\ce {CH3CH2OH + NH3 -> CH3CH2NH2 + H2O}}}
De andere manier is een reactie van aceetaldehyde met ammoniak en waterstofgas:
{\displaystyle {\ce {CH3CHO + NH3 + H2 -> CH3CH2NH2 + H2O}}}

## Eigenschappen
Omdat ethylamine zo vluchtig is, wordt het meestal opgelost in ethanol, zodat het waterstofbruggen kan vormen. Het mengsel heeft een hoger kookpunt dan zuivere ethylamine, waardoor het gemakkelijker bij kamertemperatuur te bewaren is. De stof is een zwakke organische base. Bij contact met zuren kan er een giftige damp van ammoniakgas gevormd worden.

## Toxicologie en veiligheid
Kortdurende blootstellingen aan ethylaminedampen kunnen een geïrriteerde luchtpijp veroorzaken. De dampen kunnen ook de huid en ogen irriteren. Bij een langere en geconcentreerde blootstelling kunnen de dampen de huid, ogen en luchtwegen beschadigen. Bij aanraking met de vloeistof kan men huidblaren en oogletsels oplopen. Bij verbranding ontstaan er giftige nitreuze dampen.
De vloeistof moet in een bruine glazen fles koel bewaard worden. In gasvorm wordt het ook in stalen cilinders bewaard.